# Mary Sue
Mary Sue (na sua versão masculina, Gary Stu ou Marty Stu) é um arquétipo de personagem na ficção, cujos traços referenciam a concepção de um personagem perfeito ou superidealizado.  Narrativas com este tipo de personagens, geralmente, costumam supervalorizar sua importância no enredo, suas habilidades, aparência, intelecto e etc. O termo, geralmente, descreve personagens do sexo feminino que, por seu caráter idealizado, quase nunca possuem falhas e tendem a ser considerados chatos ou entediantes pelo público geral. Desta forma, é considerado um personagem que serve como uma espécie de autoinserção do próprio autor na obra, na qual o mesmo busca satisfazer suas fantasias ou desejos no contexto do enredo. O termo também pode ser aplicado a personagens masculinos, sendo então rotulados como Gary Stu ou Marty Stu. 

## História

### Origem do termo
O termo Mary Sue foi cunhado por Paula Smith ao escrever “A Trekkie's Tale”, publicado na fanzine Menagerie. A história, protagonizada pela tenente Mary Sue, satiriza fanfics de Star Trek. No trecho abaixo, traduzido livremente, é perceptível tom irônico:
“Gee, golly, gosh, gloriosky,” pensou Mary Sue quando ela pisou na ponte de comando da Enterprise. “Aqui estou eu, a tenente mais jovem da frota — com apenas quinze anos e seis meses de idade.” Capitão Kirk se aproximou dela.

“Oh, Tenente, eu te amo loucamente. Você vem para a cama comigo?”
“Capitão! Eu não sou esse tipo de garota!"
“Vocês está certa, e eu respeito você por isso. Aqui, assuma a nave por um minuto enquanto eu vou pegar um café para nós.”
O Sr. Spock entrou na ponte de comando. “O que você está fazendo no assento de comando, Tenente?”
“O Capitão me disse para ficar aqui”.

“Impecavelmente lógica. Admiro seu raciocínio.”
Para Paula Smith, o problema com a presença da Mary Sue é que ela distorce a presença de todos os outros personagens na história, deixando-os longe de suas caracterizações originais. Pois, segundo ela, numa fanfic não se escreve acerca de um universo desconhecido e os leitores tendem a esperar um nível de caracterização dos personagens secundários.
Em 1976 os editores da Menagerie escreveram:
Estórias de Mary Sue — as aventuras da mais jovem e mais inteligente pessoa a jamais se formar na academia e receber uma patente em tão tenra idade. Geralmente caracterizada por perícia sem precedentes em tudo, de arte a zoologia, incluindo karatê e queda de braço. Esta personagem também pode ser vista abrindo seu caminho às boas graças/coração/mente de um dos Três Grandes [Kirk, Spock, e McCoy], senão dos três ao mesmo tempo. Ela salva do dia com sua esperteza e habilidade e, se tivermos sorte, graciosamente morre no final, sendo lamentada por toda a nave.

### Significado
O significado do termo "Mary Sue" está alterado hoje em dia e agora carrega uma generalização, embora não seja universal, conotativamente indicando a satisfação dos desejos inconscientes ou não em sonhos ou fantasias e é comumente associado com a auto-inserção do autor na obra. Na verdade, a auto-inserção é uma representação literal e, geralmente, descarada (sem disfarces) do autor (Autodiegético); a maioria dos personagens descritos como "Mary Sues" não são apresentados tão descaradamente, no entanto, são muitas vezes chamados de "representantes" do autor.. A conotação negativa vem desta "realização de desejos inconscientes" e isso implica que A "Mary Sue" é reconhecida como uma personagem pouco desenvolvida, perfeita demais e com falta de realismo e assim deixando de ser interessante.

## Alusão
Em 2004, David Orr, em uma revisão dos sites de fanfictions como FanFiction.net e Godawful Fan Fiction para o New York Times Book Review, referiu-se a "Mary Sue" como "uma procuração de autor ridiculamente habilitada".
O episódio "Superstar" de Buffy, a Caçadora de Vampiros, foi analisado como sendo uma sátira deliberada do tipo de histórias de Mary Sue/Marty Stu.
Um tema popular de debate diz respeito à questão de saber se a trilogia de sequela de Star Wars apresenta uma Mary Sue em seu protagonista, Rey. O roteirista Max Landis opinou no Twitter em 2015 que o personagem se encaixa nessa descrição, alegando que Rey é excessivamente talentosa em varias habilidades. Por outro lado, Caroline Framke, da Vox, afirmou que Rey não se encaixava no perfil de Mary Sue, afirmando que "Quaisquer habilidades adicionais que Rey tenha — trabalho mecânico, combate corpo a corpo, escalada, etc. — são explicadas quando a conhecemos … Se ela não tivesse adquirido essas habilidades, provavelmente estaria morta ". Outros escritores, como Tasha Robinson, do The Verge, defenderam a ideia de Rey ser uma Mary Sue, afirmando que "para mulheres que se sentiram sub-representadas por décadas em que a maioria das mulheres na tela eram vítimas, símbolos, recompensas ou megeras, é natural sentir uma onda de satisfação por personagens como Katniss Everdeen e Furiosa ". Erik Kain, na Forbes, define Mary Sue e argumenta que as habilidades de Rey não a tornam uma delas, dados os detalhes de sua história supostamente estabelecida. Landis mais tarde admitiu que se arrependia do tweet, mas manteve seu sentimento original de dizer: "Me arrependo de enquadrá-lo dessa maneira. Não entendi que o termo 'Mary Sue' havia sido cooptado".